# Савезни дистрикт Бразила
Савезни дистрикт (порт. Distrito Federal) је федерална јединица (није држава) у Бразилу који је одвојен као регион око главног града, Бразилије.